# Tribuna degli Uffizi (Zoffany)
La Tribuna degli Uffizi è un dipinto a olio su tela (123,5x155 cm) di Johann Zoffany, databile al 1776 e conservato nella Royal Collection di Windsor.

## Storia
Dopo la notorietà acquisita a Londra in particolare presso la famiglia reale, il pittore tedesco Johann Zoffany si reca a Firenze nell'estate del 1772, dove resterà fino al 1779, per dipingere la Galleria degli Uffizi su incarico della regina Carlotta, moglie di Giorgio III, mai stata in Italia. Il prezzo pattuito per il dipinto è pari a 300 sterline, una somma ingente per l'epoca.
"Figura prestigiosa tra gli artisti stranieri radicati a Firenze", ritrae la Tribuna, "la piccola galleria più visitata che esista al mondo" situata nella sezione nordorientale della Galleria degli Uffizi. Il dipinto fa parte della Royal Collection e costituisce "l'immagine simbolo della frequentazione delle sale nel XVIII secolo", quando dal 1765 gli Uffizi vengono ufficialmente aperti al pubblico.

## Descrizione
Il dipinto riproduce le opere d'arte esposte presso la Tribuna, identificabili per la maggior parte. Alcune di esse in seguito troveranno differente collocazione: ad esempio qualche antica statua romana della collezione dei Medici è esposta nei corridoi principali della Galleria degli Uffizi, mentre vari piccoli busti sono visibili presso Villa Corsini a Castello o presso il Museo archeologico nazionale di Firenze, insieme ad opere etrusche, egiziane o greche. Una piccola quantità di lavori rinascimentali è ubicata invece presso il Museo nazionale del Bargello.
Zoffany modifica la disposizione rispetto all'allestimento originale della galleria ed aggiunge sette quadri appartenenti alla collezione dei Medici, temporaneamente prestati per l'occasione da Palazzo Pitti grazie a speciali privilegi ottenuti con l'aiuto del conte George Clavering-Cowper e del Primo Baronetto sir Horace Mann. In questo modo Zoffany ha l'opportunità di ritrarre in situ tali opere, fra cui la Madonna della Seggiola di Raffaello.

### Personalità ritratte
In segno di gratitudine per l'intercessione, Zoffany ritrae Mann e lo stesso Cowper assorto nella contemplazione del suo ultimo acquisto, la Grande Madonna Cowper di Raffaello, in seguito custodita presso la National Gallery of Art di Washington, e forse per questo posta in posizione preminente.
"La tela è divenuta emblema del Grand Tour anche per la fama di alcuni dei personaggi che rappresenta. Davanti alla cosiddetta Venere di Urbino di Tiziano si possono identificare Thomas Patch e sir Horace Mann. Il primo pittore, ma anche antiquario e copista, il secondo 'residente inglese' e quindi figura ufficiale della colonia inglese a Firenze".
Tutti i conoscitori d'arte, i diplomatici ed i visitatori ritratti sono identificabili e rendono il dipinto una combinazione tra la conversation piece, il ritratto inglese di genere, e la tradizione prevalentemente fiamminga del XVII secolo con gli scorci delle gallerie e le Wunderkammer. L'inclusione di tanti personaggi riconoscibili ha suscitato diverse critiche, fra cui quelle di Horace Walpole.
Nel dipinto Pietro Bastianelli, curatore della Galleria degli Uffizi, mostra la Venere di Urbino a John Gordon, di cui si conosce la collezione grazie ad uno scritto di John Chambers del 1829, che ne attesta il possesso al reverendo William Gordon di Saxlingham. Di fronte al quadro di Tiziano si trovano Thomas Patch, in piedi, e Felton Hervey, seduto, in conversazione con Sir John Taylor e Sir Horace Mann. In particolare Felton Hervey, detentore di una prestigiosa collezione d'arte, è fra gli inglesi ammessi a corte e viene ritratto in primo piano. Morirà prima del ritorno in Inghilterra di Zoffany.

## Opere raffigurate

### Dipinti
| Riproduzione di Zoffany | Originale a confronto | Autore e titolo                                                                    | Posizione nel dipinto | Ubicazione                          |
| ----------------------- | --------------------- | ---------------------------------------------------------------------------------- | --------------------- | ----------------------------------- |
|                         |                       | Annibale Carracci, Venere e Satiro con due amorini                                 | Parete sinistra       | Galleria degli Uffizi               |
|                         |                       | Guido Reni, La Carità                                                              | Parete sinistra       | Palazzo Pitti, Galleria Palatina    |
|                         |                       | Raffaello, Madonna della Seggiola                                                  | Parete sinistra       | Palazzo Pitti, Galleria Palatina    |
|                         |                       | Correggio, Adorazione del Bambino                                                  | Parete sinistra       | Galleria degli Uffizi               |
|                         |                       | Justus Sustermans, Ritratto di Galileo Galilei                                     | Parete sinistra       | Galleria degli Uffizi               |
|                         |                       | Tiziano e bottega di Tiziano, Madonna con Bambino e santa Caterina d'Alessandria   | Parete centrale       | Galleria degli Uffizi               |
|                         |                       | Bottega di Raffaello, San Giovannino                                               | Parete centrale       | Galleria degli Uffizi               |
|                         |                       | Guido Reni, Madonna in estasi                                                      | Parete centrale       | Collezione privata                  |
|                         |                       | Raffaello, Madonna del Cardellino                                                  | Parete centrale       | Galleria degli Uffizi               |
|                         |                       | Rubens, Conseguenze della guerra                                                   | Parete centrale       | Palazzo Pitti, Galleria Palatina    |
|                         |                       | Franciabigio (inizialmente attribuito a Raffaello), Madonna del Pozzo              | Parete centrale       | Galleria degli Uffizi               |
|                         |                       | Hans Holbein il Giovane, Ritratto di Sir Richard Southwell                         | Parete centrale       | Galleria degli Uffizi               |
|                         |                       | Raffaello o Lorenzo di Credi, Ritratto del Perugino                                | Parete centrale       | Galleria degli Uffizi               |
|                         |                       | Bottega di Perugino, Madonna con Bambino, Santa Elisabetta e San Giovannino        | Parete centrale       | Tribuna degli Uffizi                |
|                         |                       | Guido Reni, Cleopatra                                                              | Parete destra         | Palazzo Pitti, Galleria Palatina    |
|                         |                       | Rubens, Quattro filosofi                                                           | Parete destra         | Palazzo Pitti, Galleria Palatina    |
|                         |                       | Raffaello, Ritratto di Leone X con i cardinali Giulio de' Medici e Luigi de' Rossi | Parete destra         | Galleria degli Uffizi               |
|                         |                       | Pietro da Cortona, Ritorno di Agar da Abramo                                       | Parete destra         | Kunsthistorisches Museum, Vienna    |
|                         |                       | Bartolomeo Manfredi, Il tributo a Cesare                                           | Parete destra         | Galleria degli Uffizi               |
|                         |                       | Cristofano Allori, Ospitalità di San Giuliano                                      | Parete destra         | Palazzo Pitti, Galleria Palatina    |
|                         |                       | Raffaello Sanzio, Grande Madonna Cowper                                            | Parte inferiore       | National Gallery of Art, Washington |
|                         |                       | Tiziano Vecellio, Venere di Urbino                                                 | Parte inferiore       | Galleria degli Uffizi               |

### Sculture
| Riproduzione di Zoffany | Descrizione                                                                         | Posizione nel dipinto | Ubicazione                              |
| ----------------------- | ----------------------------------------------------------------------------------- | --------------------- | --------------------------------------- |
|                         | Arte romana, busto con testa di giovinetta, forse Plautilla                         | Mensola di sinistra   | Galleria degli Uffizi                   |
|                         | Arte romana, ritratto femminile, cosiddetta Livia                                   | Mensola di sinistra   | Villa Corsini a Castello                |
|                         | Arte romana, busto di un principe giulio-claudio                                    | Mensola di sinistra   | Villa Corsini a Castello                |
|                         | Arte romana, Afrodite di Afrodisia                                                  | Mensola di sinistra   | Villa Corsini a Castello                |
|                         | Arte romana, divinità agreste su tronco                                             | Mensola centrale      | Museo archeologico nazionale di Firenze |
|                         | Arte romana, busto con testa del cosiddetto Nerone bambino                          | Mensola centrale      | Galleria degli Uffizi                   |
|                         | Arte romana, busto di Augusto                                                       | Mensola centrale      | Museo archeologico nazionale di Firenze |
|                         | Arte romana, busto di Serapide                                                      | Mensola centrale      | Villa Corsini a Castello                |
|                         | Arte romana, amorino arciere                                                        | Mensola centrale      | Galleria degli Uffizi                   |
|                         | Arte romana, statuetta in bronzo di Ercole                                          | Mensola di destra     | Museo archeologico nazionale di Firenze |
|                         | Bertoldo di Giovanni, Orfeo o Apollo che suona il liuto                             | Mensola di destra     | Museo nazionale del Bargello, Firenze   |
|                         | Statuetta di satiro, copia romana del I secolo d.C. da originale ellenistico        | Mensola di destra     | Villa Corsini a Castello                |
|                         | Concordia seduta                                                                    | Mensola di destra     | Museo archeologico nazionale di Firenze |
|                         | Arte romana, busto di giovane satiro                                                | Mensola di destra     | Villa Corsini a Castello                |
|                         | Tyche seduta, copia romana da originale di Eutichide                                | Mensola di destra     | Museo archeologico nazionale di Firenze |
|                         | Amore e Psiche, copia romana da originale ellenistico della fine del IV secolo a.C. | Statue al centro      | Galleria degli Uffizi                   |
|                         | Il Fauno danzante                                                                   | Statue al centro      | Tribuna degli Uffizi                    |
|                         | Arte romana, Ercole infante strozza il serpente                                     | Statue al centro      | Tribuna degli Uffizi                    |
|                         | Arte romana, I due lottatori                                                        | Statue al centro      | Tribuna degli Uffizi                    |
|                         | Venere de' Medici                                                                   | Statue al centro      | Tribuna degli Uffizi                    |
|                         | Arte romana, Arrotino                                                               | Parte inferiore       | Tribuna degli Uffizi                    |
|                         | Arte etrusca (con abbellimenti del XVII secolo), Chimera di Arezzo                  | Parte inferiore       | Museo archeologico nazionale di Firenze |
|                         | Bottega del Riccio, Lampada ad olio a forma di satiro ripiegato su se stesso        | Parte inferiore       | Museo nazionale del Bargello, Firenze   |
|                         | Testa di bronzo di Antinoo (seconda metà del XVI secolo)                            | Parte inferiore       | Museo archeologico nazionale di Firenze |
|                         | Arte greca, Torso di Livorno                                                        | Parte inferiore       | Museo archeologico nazionale di Firenze |
|                         | Arte egizia, Statua di Ptahmose                                                     | Parte inferiore       | Museo archeologico nazionale di Firenze |